# موکو، کیوتو
موکو در استان کیوتو در کشور ژاپن واقع شده‌است که دارای جمعیت ۵۵٬۱۳۷ نفر و مساحت ۷٫۶۷ کیلومتر مربع با تراکم جمعیت ۷٬۱۸۹ نفر در کیلومترمربع است و در تاریخ ۱ اکتبر ۱۹۷۲ به عنوان شهر شناخته شد.